# Caperonia vellozoana
Caperonia vellozoana är en törelväxtart som beskrevs av Johannes Müller Argoviensis. Caperonia vellozoana ingår i släktet Caperonia och familjen törelväxter. Inga underarter finns listade i Catalogue of Life.